# Esperance Luvindao
Esperance Luvindao (* 1994 in Windhoek) ist eine namibische Ärztin, Politikerin der SWAPO und seit dem 22. März 2025 Gesundheitsministerin Namibias.

## Lebensweg

### Herkunft und Bildung
Luvindao wurde als Tochter von kongolesischen Auswanderern geboren. Sie besuchte die Martti-Ahtisaari-Grundschule in Windhoek, ehe sie ihren Schulabschluss am St. Paul’s College machte.
Ihren Bachelor in Medizin und Chirurgie erhielt Luvindao von der Universität von Namibia. Danach machte sie einen Master of Business Administration am Management College of Southern Africa (MANCOSA) und besuchte verschiedene Fortbildungen an der University of Cape Town in Kapstadt. Im Dezember 2023 erhielt Luvindao ein Diplom für öffentliche Gesundheit der University of Pretoria in Pretoria.

### Berufliche und humanitäre Laufbahn
Luvindao nahm eine wichtige Position während der COVID-19-Pandemie in Namibia als Datenmanagerin ein. Anschließend arbeitete sie als Ärztin mit einem Schwerpunkt auf Gynäkologie.
Bereits 2019 hatte Luvindao die Osaat Africa Health Foundation gegründet, die sich vor allem für die Gesundheitsbildung von Frauen einsetzt. Unter anderem wurde im Rahmen dieses ein Buch, Emili’s Health zur Gesundheitsaufklärung in acht lokalen Sprachen veröffentlicht.
Die von Luvindao gegründete Initiative One Step at a Time hat bereits 35.000 Namibier mit kostenlosen Medikamenten und medizinischen Hilfsmitteln versorgt und leistete einen wichtigen Beitrag zur Impfkampagne während der COVID-19-Pandemie.

## Auszeichnungen
- African Humanitarian of the Year, 2001[5]
- Commonwealth Points of Light Award, 2002[6]
- United Nations Young Entrepreneur Awards (2. Platz), 2022[7]